# 虞颂庭
虞颂庭（1914年—2010年5月18日），浙江慈溪人，中国泌尿外科学家、医学教育家，中国泌尿外科奠基人之一，九三学社中央委员会常委，天津市政协副主席。

## 生平
虞颂庭，出生于浙江省慈溪县，1939年毕业于北平协和医学院，获得医学博士学位并留校任助理住院医师，1944年赴重庆中央医院任外科主治医师。1945年赴美国芝加哥大学研修，师从于国际著名的泌尿外科专家查尔斯·布兰顿·哈金斯教授。1948年回国就职于天津中央医院，任外科主任。1950-1952年兼任协和医学院助理教授。同时在天津积极参与创建天津医学院，1954年起任天津医学院（现为天津医科大学）外科学教授。